# Henri Jules Giffard

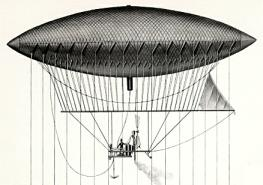
Sterowiec Henri Giffarda

Henri Jules Giffard (ur. 8 lutego 1825 w Paryżu, zm. 14 kwietnia 1882) – francuski inżynier, pionier lotnictwa i konstruktor sterowców.

## Życiorys
Studiował na College Bourbon. Następnie pracował na kolei, interesując się konstrukcją maszyn parowych. Dzięki swoim wynalazkom przyczynił się do ich unowocześnienia. W 1851 roku zgłosił patent na zastosowanie maszyny parowej do napędu statków powietrznych. Zbudował pierwszy na świecie sterowiec, którym wzniósł się w powietrze 24 września 1852 roku. Przeleciał ok. 27,5 km z Paryża do Élancourt z prędkością ok. 8 km/h. W 1855 skonstruował następny model sterowca, który jednak uległ wypadkowi. Później zbudował balon na uwięzi, zaprezentowany podczas wystawy światowej w Paryżu w 1867 roku.
Jego nazwisko pojawiło się na liście 72 nazwisk na wieży Eiffla.